# Список дипломатичних місій у Чорногорії

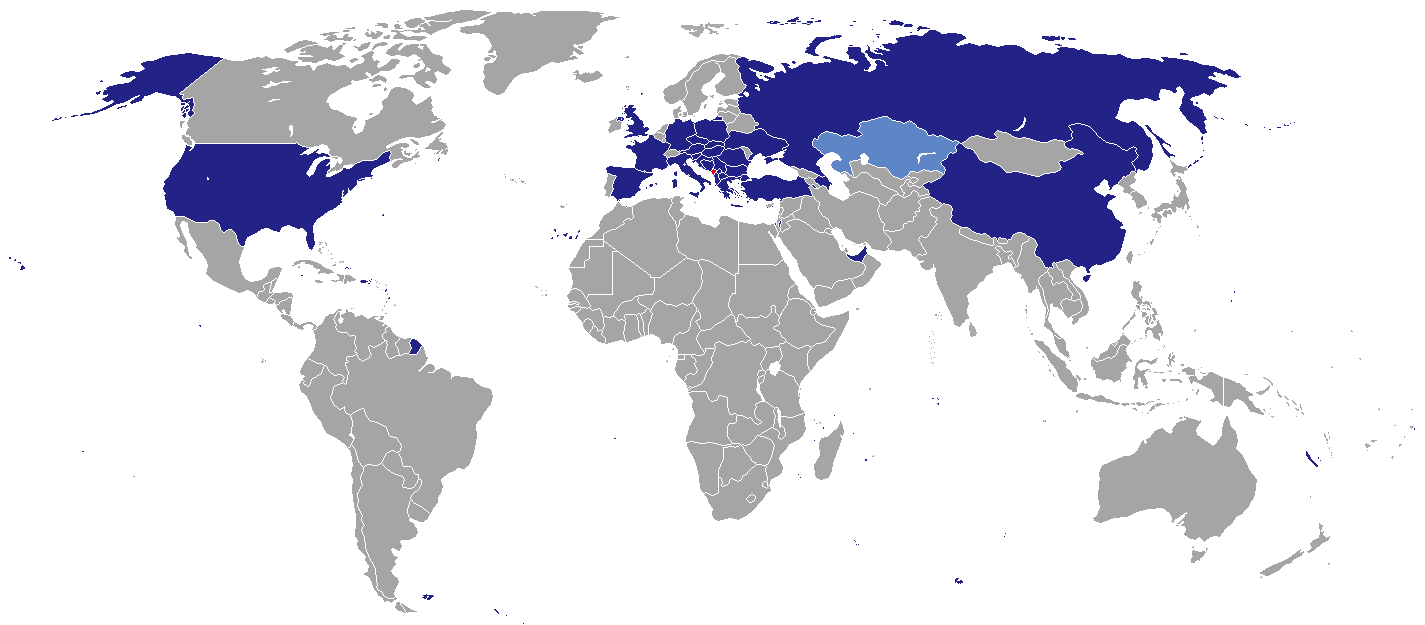
Дипломатичні місії в Чорногорії

Список дипломатичних місій в Чорногорії. На даний час в столиці Чорногорії в місті Подгориця відкрито 23 посольства. 32 посли інших країн, акредитованих в Чорногорії за сумісництвом в Белграді.

## Посольства
Подгориця
- Албанія
- Австрія
- Боснія і Герцеговина
- Болгарія
- КНР
- Хорватія
- Франція
- Німеччина
- Греція
- Угорщина
- Італія
- Північна Македонія
- Польща
- Румунія
- Росія
- Сербія
- Словаччина
- Словенія
- Туреччина
- Україна (Посольство України в Чорногорії)
- Велика Британія
- ОАЕ
- США

### Місії
- Європейський Союз (Делегація)

### Консульства
- Бельгія - Генеральне консульство в місті Будва
- Хорватія - Генеральне консульство в місті Котор
- Сербія - Генеральне консульство в місті Херцег-Новий

### Акредитовані посли
Всі посольства розміщені в Белграді, якщо інше не зазначено.
- Алжир
- Аргентина (Будапешт)
- Австралія
- Азербайджан
- Бельгія
- Бразилія
- Канада
- Коста-Рика (Відень)
- Куба
- Кіпр
- Чехія
- Данія
- Естонія (Таллінн)
- Єгипет (Прага)
- Фінляндія (Гельсінкі)
- Ватикан (Рим)
- Боснія і Герцеговина (Сараєво)
- Ісландія (Відень)
- Індія (Відень)
- Іран
- Ірландія (Будапешт)
- Ізраїль
- Японія
- Казахстан (Будапешт)
- Південна Корея
- Литва (Будапешт)
- Малайзія
- Мальта (Валлетта)
- Мексика
- Молдова (бухарест)
- Нідерланди
- Норвегія
- Пакистан (Будапешт)
- Палестина
- Перу (Бухарест)
- Філіппіни (Будапешт)
- Португалія (Загреб)
- Катар (Рим)
- Словаччина
- ПАР (Афіни)
- Мальтійський орден (Рим)
- Іспанія
- Швеція
- Швейцарія